# گروه بیمه استرالیا
گروه بیمه استرالیا (به انگلیسی: Insurance Australia Group) شرکت خدمات مالی استرالیایی و چندملیتی است، که در زمینه ارائه خدمات بیمه‌های عمومی، بیمه عمر، بیمه خودرو، بیمه خانه و آتش‌سوزی فعالیت می‌نماید.
گروه بیمه استرالیا در سال ۲۰۰۰ راه‌اندازی شد و در حال حاضر دارای عملیات در کشورهای تایلند، مالزی، چین، استرالیا، نیوزیلند و بریتانیا می‌باشد.
دفتر مرکزی این شرکت در شهر سیدنی، استرالیا قرار دارد و سهام آن (ASX: IAG) در بازار بورس اوراق بهادار استرالیا دادوستد می‌شود. گروه بیمه استرالیا پس از شرکت بیمه کیوبی‌ای به‌عنوان دومین شرکت بیمه استرالیا، شناخته می‌شود.